# Бала (фильм)
«Бала» (англ. Bala) — индийский документальный фильм 1976 года, снятый Сатьяджитом Раем, о танцовщице бхаратанатьям Баласарасвати, нежно именуемой Бала. Фильм был произведён совместно Национальным центром исполнительских искусств и правительством штата Тамилнад. Тридцатитрёхминутный документальный фильм рассказывает о жизни и некоторых работах Баласарасвати в форме повествования и танца с её участием. В 1935 году в возрасте четырнадцати лет Рай увидел в Калькутте представление танцовщицы, которой на тот момент было семнадцать.

## Сюжет
История начинается с введения в жизнь Баласарасвати, начиная с момента её рождения. Рай также объясняет различные жесты рук, известные как мудра, а Бала демонстрирует один из них, «Маюра Мудра» («Павлинья мудра»). Голос режиссёра описывает происхождение Балы и её дебютное выступление в 1925 году, когда ей было семь лет, в Канчипураме в храме Камакши Амман. Известный санскритолог и музыковед объясняет танцевальный стиль Балы, а индийский танцор Удай Шанкар говорит о своей связи с Балой.
Затем в фильме демонстрируется одно из самых известных выступлений Балы «Кришна Ни Беган Бааро» на фоне океана. В эпизоде упоминается, что Бала получила международное признание благодаря «Фестивалю искусств в Эдинбурге» в 1963 году, где выступали и другие индийские артисты, такие как ситарист Рави Шанкар, классическая вокалистка М. С. Суббулакшми и сародист Али Акбар Хан. На фестивале она исполнила восемь сольных выступлений.
Финальный сегмент фильма демонстрирует сольное исполнение Бала пада варнам, основанного на карнатической музыке, известной как «раагамаалика» (гирлянда раг). Для этого выступления Бала использует ту же пару браслетов, которыми она украшала себя для своего дебютного выступления в возрасте семи лет.

## Появления
- Баласарасвати
- Сатьяджит Рай
- Удай Шанкар
- В. Раджхаван
- В. К. Нараяна Менон

## Реставрация
После того, как Академия кинематографических искусств и наук наградила Сатьяджита Рая почётной премией «Оскар» в 1992 году за его жизненные достижения, Архив киноакадемии выступил с инициативой восстановить и сохранить фильмы режиссёра. Джозеф Линднер был назначен ответственным за сохранение, и по состоянию на октябрь 2010 года Академия успешно восстановила около 20 его работ. Однако до сих пор не смогла восстановить «Бала», так как негативов к фильму не обнаружено.